# Alden (Míchigan)
Alden es un lugar designado por el censo ubicado en el condado de Antrim en el estado estadounidense de Míchigan.  La localidad en el año 2010, tenía una población de 125 habitantes.

## Geografía
Alden se encuentra ubicado en las coordenadas 44°52′45.07″N 85°16′22.75″O / 44.8791861, -85.2729861. 